# Halbschluss
Halbschluss bezeichnet in der Musiktheorie seit der Mitte des 19. Jahrhunderts meist ein Abschnittsende, dessen Schlussklang ein Akkord der fünften Stufe (Dominante) der Tonart ist, die an dieser Stelle herrscht.

## Beispiel
In diesem Menuett von Christian Petzold (früher als BWV Anh. 114 Johann Sebastian Bach zugeschrieben) gibt es Halbschlüsse in den Takten 8, 20 und 28. In T. 24 endet hingegen ein Ganzschluss in der Oberquinttonart D-Dur, in die zuvor moduliert wurde. Der Dur-Dreiklang auf d ist an diesem Abschnittsende Tonika und wird erst durch das c am Ende von T. 24 zur Dominante der Haupttonart G-Dur.

## Begriffsgeschichte
In Sinne der oben formulierten Definition verwendet Johann Philipp Kirnberger 1771 die Bezeichnung „halbe Cadenz“, die das Gehör „in eine nicht völlige Ruhe“ versetze, da man auf der Dominante „nicht ganz ruhen“ könne. Ohne Definition, aber im Hinblick auf entsprechende Notenbeispiele verwenden diese Bezeichnung zuvor bereits Carl Philipp Emanuel Bach und Johann Friedrich Agricola. Anton Reicha hingegen bezeichnet in seinem Traité de mélodie von 1814 (der später von Carl Czerny ins Deutsche übersetzt wurde) als „demi-cadence“ auch Kadenzen, die mit dem Terzton der Tonika in der Oberstimme enden und daher heute in der Regel als (unvollkommene) Ganzschlüsse bezeichnet werden. Heutzutage ist umstritten, ob der Begriff nur dann gelten soll, wenn der Schlussakkord als Dominantdreiklang in Grundstellung erklingt oder ob er auch dann benutzt werden kann, wenn dieser Klang als eine Dreiklangsumkehrung bzw. ein Dominantseptakkord (ggf. in Umkehrung) in Erscheinung tritt. Geführt wird diese Diskussion insbesondere im Hinblick auf Musik des 18. und frühen 19. Jahrhunderts, wo diese letztere Art von Schlüssen durchaus vorkommt, allerdings deutlich seltener als die erste, weshalb sie jedenfalls als weniger typisch gelten kann.

## Verwendung
Halbschlüsse werden auf unterschiedlichen formalen Ebenen verwendet, z. B.
- innerhalb eines Themas (etwa am Ende eines Vordersatzes),
- zum Schluss eines Themas,
- am Ende einer Überleitung bzw. einer Bridge,
- am Ende eines Mittelteils oder einer Durchführung,
- am Ende einer Einleitung bzw. eines Intros,
- oder (bei mehrsätzigen Werken) zum Schluss eines Kopf- oder Mittelsatzes.

## Unterscheidungen

### Phrygischer Halbschluss
Als phrygischer Halbschluss werden heute Halbschlüsse bezeichnet, bei denen der Grundton der Dominante in der Bassstimme durch den Schritt einer kleinen Sekunde abwärts (mit anderen Worten: mittels einer halbtönigen Tenorklausel) erreicht wird. Ein Beispiel hierfür wäre das Ende des Hauptthemas des ersten Satzes der 40. Sinfonie KV 550 von Wolfgang Amadeus Mozart:

### QuintabsatzversusHalbcadenz
In seinem Versuch einer Anleitung zur Composition (diese Quelle wird aktuell häufig zur Analyse von Musik des 18. Jahrhunderts herangezogen) verwendet Heinrich Christoph Koch den Begriff „Halbcadenz“ nur, wenn ein kompletter Satz eines mehrsätzigen Werks halbschlüssig endet. Alle anderen Halbschlüsse bezeichnet er hingegen als „Quintabsatz“. Hierbei bezeichnet „Absatz“ sowohl eine Schlusswendung, als auch den Abschnitt, der mit dieser Wendung endet. In seinem Musikalischen Lexikon dehnt Koch die Verwendung des Begriffs „Halbcadenz“ auf Fälle aus, in denen Halbschlüsse Abschnitte beenden, die eine oder mehrere untergeordnete Kadenzen enthalten. Hierin zeigt sich ein Bestreben, Schlüsse nach ihrer formalen Ebene zu unterscheiden (vgl. mit einem Text: Der Schlusssatz eines Dialogs, eines Kapitels, eines ganzen Buches). Durch eine allgemeine Definition „Schluss auf der Dominante“ wird eine solche Unterscheidung in den Hintergrund gedrängt.

### Plagaler Halbschluss
Der (seltene) Fall einer Stufenfolge I–IV, die im musikalischen Zusammenhang als Halbschluss funktioniert, ist 1874 von Otto Tiersch als „plagaler Halbschluss“ bezeichnet worden. Zuvor hatte bereits Moritz Hauptmann die Möglichkeit einer solchen Schlussbildung erwähnt. Ein Beispiel hierfür findet sich im Lied Auld Lang Syne T. 4.

## Ältere Beschreibungsweisen
In der zweiten Hälfte des 17. und ersten Hälfte des 18. Jahrhunderts werden bestimmte Halbschlusstypen als Situationen beschrieben, bei denen die Musik auf dem vorletzten Klang (Pänultima) einer Kadenz zum Stehen kommt. In diesem Sinne spricht Wolfgang Caspar Printz 1676 von clausulae dissectae, als sei dort die Ultima der Klauseln „weggeschnitten“.

## Historische Quellen
- Conrad[us] Matthaei: Kurtzer [doch ausführlicher] Bericht von den Modis musicis. Königsberg: Johann Reusner 1652.
- Wolfgang Caspar Printz: Phrynis oder satyrischer Componist. Bd. 1. Quedlinburg: Christian Okels 1676.
- Johann Philipp Kirnberger, Art. Cadenz. In: Johann Georg Sulzer: Allgemeine Theorie der Schönen Künste. Leipzig 1771 (E-Text Zeno.org).
- Heinrich Christoph Koch: Versuch einer Anleitung zur Composition. Bd. 3. Leipzig 1793.
- Heinrich Christoph Koch: Musikalisches Lexikon. Frankfurt/M. 1802.
- Anton Reicha: Traité de mélodie. Paris 1814; deutsche Übersetzung durch Carl Czerny 1832.
- Moritz Hauptmann: Die Natur der Harmonik und der Metrik. Breitkopf & Härtel, Leipzig 1853.
- Otto Tiersch: Elementarbuch der musikalischen Harmonie- und Modulationslehre. Berlin 1874, online.